# Спомен-костурница у Кичеву
|  | Овај чланак је део чланка о Споменицима посвећеним Народноослободилачкој борби 1941—1945. |

Спомен-костурница у Кичеву је меморијално здање изграђено на брду Китино кале у центру града.

## Опис
Изградња костурнице је завршена 1968. године. У крипти се налазе посмртни остаци 511 палих бораца НОБ-а и жртава фашистичког терора из кичевског краја, похрањени у лимене кутије.
Међу 511 остатака, налази се и 196 посмртних остатака палих бораца и жртава фашизма који нису из кичевског краја, али су тамо погинули. Међу сахрањенима у костурници налазе се, међу осталима, песник Кочо Рацин и народни хероји Мирко Милевски и Ибе Паликућа.
Костурница је израђена од мермера и полукружног је облика. На зиду костурнице налази се бронзани рељеф, који приказује мотиве борбе против непријатеља, оплакивање жртава и ношење рањеника. Аутор рељефа је вајар Јордан Грабулоски. 
Лево и десно од рељефа на зиду стоји девет мермерних плоча на којима су уклесана имена сахрањених у гробници. Испред рељефа налази се надгробни камен са уписаним годинама „1941 – 1945“.
Изнад костурнице је плато са којег се пружа поглед на град и долину.